# Protobarleeia myersi
Protobarleeia myersi is een slakkensoort uit de familie van de Barleeiidae. De wetenschappelijke naam van de soort is voor het eerst geldig gepubliceerd in 1966 door Ladd.